# Dottor Kildare
James Kildare, anche conosciuto come Dottor Kildare, è un personaggio immaginario creato dallo scrittore Max Brand, che ne fece il protagonista di una serie di romanzi. La prima apparizione del personaggio avviene nel racconto Internes Can't Take Money, pubblicato all'interno della rivista Cosmopolitan nel marzo del 1936. Dai romanzi furono tratte 16 pellicole cinematografiche, distribuite tra il 1937 e il 1947; una serie radiofonica, andata in onda tra il 1949 e il 1951; due serie televisive, trasmesse in numerosi paesi del mondo negli anni sessanta e settanta; una serie di fumetti.

## Biografia del personaggio
James Kildare è un giovane medico entusiasta della sua professione e consapevole delle conquiste terapeutiche della scienza moderna, ma è allo stesso tempo fermamente convinto dell'importanza del rapporto umano con il paziente e con i suoi familiari. Al Blair General Hospital di New York, si misura tutti i giorni con i casi clinici più disparati sotto la supervisione dell'esuberante e irascibile dottor Leonard Gillespie. Impegnato, puntiglioso e progressista, il protagonista sa coniugare la competenza tecnica e diagnostica con il rispetto del malato secondo la nuova cultura della democrazia e dell'uguaglianza. Benvoluto da tutti, il dottore entra spesso in conflitto con lo scorbutico superiore che, dietro l'apparenza del carattere burbero, in realtà lo stima.

## Altri media

### Cinema
La prima trasposizione in pellicola di un romanzo di Brand risale al 1937, quando la Paramount produsse La figlia perduta, diretto da Alfred Santell con Joel McCrea nella parte del protagonista. L'anno successivo la MGM acquistò i diritti cinematografici dei romanzi di Brand e girò Il giovane Dr. Kildare (1938), la pellicola di maggior successo, con Lew Ayres (Kildare) e Lionel Barrymore (dottor Gillespie), per la regia di Harold S. Bucquet. Con lo stesso gruppo di interpreti vennero successivamente prodotte altre otto pellicole ma, a partire dal 1942 con Chiamata urgente per il dottor Gillespie, Ayres fu estromesso dalla serie per aver rifiutato di partecipare alla Seconda guerra mondiale in quanto pacifista e obiettore di coscienza; senza di lui ci furono in tutto altre sei opere cinematografiche e, a undici anni di distanza dal primo, fu decretata la fine della serie cinematografica.

### Televisione
Tra il 1960 e il 1966 vennero girati 190 episodi de Il dottor Kildare, serie televisiva prodotta dalla NBC con Richard Chamberlain nella parte del protagonista e Raymond Massey in quella del dottor Gillespie. La serie ebbe un enorme seguito e, oltre a decretare il successo di Chamberlain come star internazionale, divenne un programma televisivo di culto, dando origine a numerose altre serie di ambiente medico ospedaliero.
Nel 1972 fu trasmessa un'altra serie televisiva, Il giovane Dr. Kildare, con Mark Jenkins nel ruolo del protagonista, ma non ebbe successo e fu chiusa dopo soli 24 episodi.

### Fumetti
Il successo televisivo del personaggio indusse la King Features Syndicate a realizzarne una versione a fumetti disegnata da Ken Bald, inizialmente come striscia giornaliera, la prima delle quali pubblicata il 16 ottobre 1962, e due anni dopo, il 19 aprile 1964, in edizione domenicale. L'ambientazione e i personaggi delle storie disegnate ricalcano quelli della serie televisiva.

## Libri
- The Secret of Dr. Kildare
- Calling Dr. Kildare
- Young Dr. Kildare
- Dr. Kildare Takes Charge
- Dr. Kildare's Secret Romance
- Dr. Kildare's Finest Hour

## Filmografia

### Cinema

#### Serie delDr. Kildare
- La figlia perduta (Internes Can't Take Money) (1937)
- Il giovane dottor Kildare (Young Dr. Kildare) (1938)
- La difficile prova del dottor Kildare (Calling Dr. Kildare) (1939)
- Il segreto del dottor Kildare (The Secret of Dr. Kildare) (1939)
- Lo strano caso del dottor Kildare (Dr. Kildare's Strange Case) (1940)
- Il dottor Kildare torna a casa (Dr. Kildare Goes Home) (1940)
- La crisi del dottor Kildare (Dr. Kildare's Crisis) (1940)
- Il dottor Kildare sotto accusa (The People vs. Dr. Kildare) (1941)
- Il dottor Kildare si sposa (Dr. Kildare's Wedding Day) (1941)
- La vittoria del dottor Kildare (Dr. Kildare's Victory) (1942)

#### Serie delDr. Gillespie
- Chiamata urgente per il dottor Gillespie (Calling Dr. Gillespie) (1942)
- Il nuovo assistente del dottor Gillespie (Dr. Gillespie's New Assistant) (1942)
- Caso di coscienza per il dottor Gillespie (Dr. Gillespie's Criminal Case) (1943)
- La scelta difficile del dottor Gillespie (Three Men in White) (1944)
- Fra due donne (Between Two Women), regia di Willis Goldbeck (1945)
- Torbidi amori (Dark Delusion) (1947)

### Televisione
- Dr. Kildare - serie TV (1950) - Lew Ayres
- Il dottor Kildare (Dr. Kildare) - serie TV (1960-1966) - Richard Chamberlain
- Il giovane Dr. Kildare (Young Dr. Kildare) - serie TV (1972-1973) - Mark Jenkins

## Radio
- Good News of 1939 (1938) - Lew Ayres
- The Story of Dr. Kildare (WMGM, 1949-1951) - Lew Ayres